# Tony Jarrett
Tony Jarrett (Reino Unido, 13 de agosto de 1968) fue un atleta británico, especializado en la prueba de 110 m vallas en la que llegó a ser dos veces subcampeón del mundo en 1993 y 1995.

## Carrera deportiva
En el Mundial de Tokio 1991 ganó la medalla de bronce en los 110 metros vallas, con un tiempo de 13.25 segundos, llegando a meta tras los estadounidenses Greg Foster y Jack Pierce.
Y en los mundiales de Stuttgart 1993 y Gotemburgo 1995 ganó la plata en la misma prueba, en la primera ocasión tras su compatriota Colin Jackson y por delante del estadounidense Jack Pierce, y en la segunda, tras el estadounidense Allen Johnson y por delante del también estadounidense Roger Kingdom.